# مطار سانت هيلينا
مطار سانت هيلينا هو مطار دولي يخدم سانت هيلينا، بدأ المطار بتشغيل الرحلات الجوية التجارية في 14 أكتوبر 2017، أطلق لقب «أكثر مطار عديم للفائدة» على مطار سانت هيلينا بعدما عانى من تأخيرات عديدة في البناء، ثم مشكلات في اختبارات الطيران، رغم تكلفته العالية. وانتقدت الصحافة البريطانية إنفاق نحو 380 مليون دولار على المطار، وعدم اكتشاف خطورة الرياح الشديدة التي تمنع الطائرات من الهبوط بسهولة، إلا لاحقا.

## شركات الطيران
| شركات الطيران | الوجهات |
| ------------- | ------- |
| إير لينك      | ويندهوك |